# Zeitschrift für Tuberkulose und Heilstättenwesen
Die Zeitschrift für Tuberkulose und Heilstättenwesen war eine medizinische Fachzeitschrift, die ab 1900 herausgegeben wurde und sich schwerpunktmäßig mit der Tuberkulose und später allgemein mit Lungenkrankheiten beschäftigte.
Sie wurde mehrmals umbenannt und erschien (mit Unterbrechungen während des Zweiten Weltkriegs):
- ab 1906 als Zeitschrift für Tuberkulose,[1]
- ab 1958 als Zeitschrift für Tuberkulose und Erkrankungen der Thoraxorgane,[2]
- ab 1969 als Zeitschrift für Erkrankungen der Atmungsorgane mit Folia bronchologica,[3]
- ab 1974 als Zeitschrift für Erkrankungen der Atmungsorgane.[4]

Bernhard Fränkel war Herausgeber der Zeitschrift, ehe er 1911 starb.
Ab 1914 war Lydia Rabinowitsch-Kempner Herausgeberin, bis sie 1934 von den nationalsozialistischen Machthabern zwangspensioniert und gezwungen wurde, auch diese Tätigkeit aufzugeben.
Die in Leipzig bei Barth erscheinende Zeitschrift enthielt von 1921 bis 1963 als Sonderbeilage die "Tuberkulose-Bibliothek", eine monographische Sammlung, die 1969 als "Bibliothek für das Gesamtgebiet der Lungenkrankheiten" fortgesetzt wurde.
Sie enthielt außerdem die Tagungsberichte der Wissenschaftlichen Tuberkulosegesellschaft in der Deutschen Demokratischen Republik.
1991 wurde die Zeitschrift eingestellt.